# Lucifotychus newelli
Lucifotychus newelli är en skalbaggsart som beskrevs av Park och Wagner 1962. Lucifotychus newelli ingår i släktet Lucifotychus och familjen kortvingar. Inga underarter finns listade i Catalogue of Life.